# Lotus latifolius
Lotus latifolius là một loài thực vật có hoa trong họ Đậu. Loài này được Brand miêu tả khoa học đầu tiên.